# Irish League 1891-92
La Irish League 1891-92 fue la segunda edición de la máxima categoría del fútbol irlandés, organizada por la Asociación Irlandesa de Fútbol (IFA). La liga contó con 10 equipos, y el campeón fue Linfield, que alcanzó su segundo título.

## Desarrollo

### Clasificación
| Pos. | Equipo               | Pts. | PJ | G  | E | P  | GF  | GC | Dif. | Clasificación |
| ---- | -------------------- | ---- | -- | -- | - | -- | --- | -- | ---- | ------------- |
| 1    | Linfield (C)         | 31   | 17 | 15 | 1 | 1  | 106 | 14 | +92  | Campeón       |
| 2    | Lancashire Fusiliers | 24   | 16 | 11 | 2 | 3  | 56  | 29 | +27  | Retirado      |
| 3    | Ulster               | 24   | 16 | 12 | 0 | 4  | 61  | 34 | +27  |               |
| 4    | Glentoran            | 21   | 16 | 9  | 3 | 4  | 81  | 41 | +40  |               |
| 5    | Cliftonville         | 14   | 16 | 5  | 4 | 7  | 31  | 39 | −8   |               |
| 6    | Distillery           | 12   | 10 | 7  | 0 | 3  | 40  | 17 | +23  | Expulsado     |
| 7    | Milltown             | 8    | 16 | 4  | 0 | 12 | 12  | 77 | −65  | Retirado      |
| 8    | Ligoniel             | 7    | 16 | 3  | 1 | 12 | 24  | 72 | −48  | Retirado      |
| 9    | Oldpark              | 4    | 16 | 2  | 0 | 14 | 11  | 73 | −62  | Retirado      |
| 10   | YMCA                 | 1    | 9  | 0  | 1 | 8  | 14  | 40 | −26  | Retirado      |

 Fuente: RSSSF
Notas:
1. 1 2 3 4  Lancashire Fusiliers, Ligoniel, Milltown y Oldpark renunciaron a la liga al final de la temporada.[1][3]
2. ↑  Distillery fue expulsado de la liga, pero reingresó a liga a la temporada siguiente.[1]
3. ↑  Se le restaron dos puntos por alinear a un jugador no permitido.[1]
4. ↑  YMCA renunció a la liga durante la temporada. Los partidos restantes se anotaron como victorias sin goles para los oponentes.[1]

| Campeón Linfield |
| 2.do título      |